# 기셀라 비르케마이어

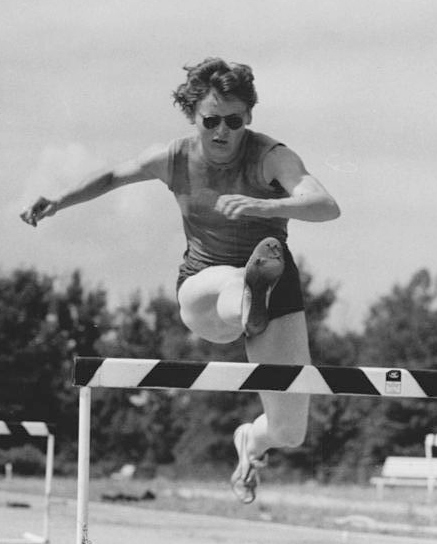
1960년 모습

기셀라 비르케마이어(Gisela Birkemeyer, Köhler, 1931년 12월 22일 ~ 2024년 3월 26일)는 1956년과 1960년 올림픽 80m 허들에서 두 개의 메달을 획득한 독일의 허들 선수이자 단거리 선수였다. 선수 생활 동안 80m 허들과 4×100m, 4×110m, 4×200m 계주에서 9개의 세계 기록을 세웠다. 주로 80m 허들(1953~1961)과 200m 스프린트(1956~1960)에서 40번의 동독 선수권 대회에서 우승했다. 1958년 스톡홀름에서 열린 유럽 선수권 대회에서 80m 허들에서 3위를 했다. 1959년에 동독 올해의 스포츠우먼으로 선정되었다.
1957년 초 하인츠 비르케마이어(Heinz Birkemeyer)와 결혼했고 1960년부터 그의 이름으로 대회에 출전했다. 대회에서 은퇴한 후 코치로 일했다. 비르케마이어는 나중에 베를린 마르잔(Marzahn)에서 연금 수급자로 살았다. 2024년 3월 26일 베를린에서 92세의 나이로 사망했다.